# جايد كوكون: ستوري أوف ذا تامامايو
جايد كوكون: ستوري أوف ذا تامامايو (بالإنجليزية: Jade Cocoon: Story of the Tamamayu)‏ (باليابانية: 玉繭物語) ، هي لعبة فيديو إلكترونية من نوع مغامرات وتقمص الأدوار ، صدرت في السوق سنة 1998م ، وأعيد الإصدار بتاريخ 6 يونيو 2008م عن طريق المتجر الإلكتروني بلاي ستيشن نتورك.